# Akvamarinkungsfiskare
Akvamarinkungsfiskare (Alcedo coerulescens) är en fågel i familjen kungsfiskare inom ordningen praktfåglar.

## Utseende och läte
Akvamarinkungsfiskare är en mycket liten himmelsblå kungsfiskare med lysande vitt på strupe, buk och i ansiktet. Hanen är i genomsnitt blåare än honan, som istället har en mer grönaktig anstrykning. Lätet är ett mycket ljust och metalliskt "tzeep!".

## Utbredning och systematik
Fågeln förekommer på södra Sumatra, Java, Bali, Lombok, Sumbawa och Kangea-öarna. Den behandlas som monotypisk, det vill säga att den inte delas in i några underarter.

## Levnadssätt
Akvamarinkungsfiskaren bebor olika typer av söt- och brackvattensmiljöer som dammar, risfält och mangroveträsk. Liksom många andra små kungsfiskare jagar den genom att ryttla eller göra utfall från en sittplats.

## Status
Arten har ett stort utbredningsområde och beståndet anses stabilt. Internationella naturvårdsunionen IUCN listar den därför som livskraftig (LC).